# Kingen
Kingen, artistnamn för Dan Torgny Karlsson, född 24 mars 1968 i Sveg, Härjedalen, är en svensk rock- och jazzmusiker och skådespelare. 
Kingen har uppträtt med egna band såsom Kingen Trio, Kingen and the Pants och Kingen and the Blue Flamingo Orchestra, men även som medlem i The Boppers, och har samarbetat med Ewert Ljusberg. Han hade en av huvudrollerna i Åke Sandgrens film Stora och små män (1995), samt medverkade även i filmen Juloratoriet (1996). 
År 2008 släpptes albumet Ride with Me som skördat framgångar i USA. Han uppträdde i TV-programmet Allsång på Skansen i juli samma år, samt medverkade i Så ska det låta i mars 2009.
Efter många år i Stockholm återvände Kingen till sina rötter och bodde under en tid i Hackås söder om Östersund innan han flyttade till Falkenberg, men flyttade sommaren 2012 åter till Hackås.
Han utgav år 2012 den musikhistoriska boken När rocken kom till Sveg, som även blev en dokumentärfilm med samma namn 2013.